# Paweł Sanakiewicz
Paweł Maria Sanakiewicz (ur. 3 października 1954 w Krakowie, zm. 8 września 2023 tamże) – polski aktor teatralny, dubbingowy i filmowy.

## Życiorys
Był synem Zbigniewa i Zofii. Ukończył w 1978 PWST w Krakowie.

### Kariera zawodowa
- Teatr „Bagatela” im. Tadeusza Boya-Żeleńskiego w Krakowie 1978–1980, aktor
- Teatr im. Juliusza Słowackiego w Krakowie 1980–1987, aktor
- bez etatu 1987–1990
- Teatr im. Juliusza Osterwy w Lublinie 1990–2004, aktor
- bez etatu 2004–2006
- Teatr im. Stefana Żeromskiego w Kielcach 2006–2010, aktor
- Teatr „Bagatela” im. Tadeusza Boya-Żeleńskiego w Krakowie 2010–2023, aktor
- współpracował z krakowskim Teatrem Nowym (m.in. rola Lukrecji w Lubiewie, reż. P. Sieklucki)

## Filmografia
- 2018 – Twarz jako dostojnik
- 2006 – Nie wszystko można kupić (3) w Mrok jako naczelnik więzienia
- 2005 – Ślub (12; seria 3) w Czego się boją faceci, czyli seks w mniejszym mieście jako urzędnik USC
- 2003–2011 – Na Wspólnej jako kierowca autobusu
- 2002 – Chopin. Pragnienie miłości
- 1999 – Ucieczka Maryny (195) w Złotopolscy jako dziennikarz
- 1997–2011 – Klan jako doktor Adamski, chirurg z Centrum Zdrowia Dziecka przeszczepiający nerkę Jasiowi Rafalskiemu
- 1988 – Kornblumenblau
- 1983 – Nie było słońca tej wiosny jako Wyżyński
- 1980 – Rycerz jako mnich Kryspin

## Polski dubbing
- 2013: Uniwersytet potworny – Sulley
- 2010: Vicky – wielki mały wiking
- 2009: Księżniczka i żaba – Tako La Beuff
- 2009: Ben 10: Obca potęga – Max
- 2007: Ben 10: Tajemnica Omnitrixa – Max Tennyson
- 2006: Krowy na wypasie – Prosiak
- 2006: Dżungla – Ojciec Sebastiana
- 2006: Auta
- 2005–2008: Ben 10 – Max Tennyson
- 2005: Robotboy – biznesmen (odc. Zakochany robot)
- 2005: Nowe szaty króla 2: Kronk – Nowe wcielenie – Pacha
- 2005: Roboty – Spawalski
- 2004–2006: Liga Sprawiedliwych bez granic – Hades
- 2004: Rogate ranczo
- 2003: Małolaty u taty – Phil
- 2002: Kryptonim: Klan na drzewie – Pirat Klejbroda (III seria)
- 2001: Potwory i spółka – James Sullivan
- 2000: Nowe szaty króla – Pacha
- 1990–1994: Super Baloo (DVD) – Baloo
- 1981–1982: Heathcliff i Marmaduke

## Nagrody i odznaczenia
- Nagroda Prezydenta Miasta Lublina (1994)
- Odznaka „Zasłużony Działacz Kultury” (1995)
- Nagroda Tomka (2001)
- Złota Maska (2002)
- Dzika Róża (2008)
- Nagroda Wojewody Świętokrzyskiego (2010)
- Nagroda Stowarzyszenia Przyjaciół Teatru w Kielcach (2010)
- Nagroda Aktorska za rolę w spektaklu Lubiewo na Festiwalu Prapremier w Bydgoszczy (2012)